# Karen Balkin
Karen Balkin (* 29. April 1949 in Houston, Texas) ist eine ehemalige US-amerikanische Schauspielerin.
Bekannt wurde sie als Kinderstar im Film Infam (1961) an der Seite von Shirley MacLaine, Audrey Hepburn und James Garner. Ferner wirkte sie mit in Hennesey (1959) und Winter unserer Liebe (1974).

## Filmografie
- 1961: Infam (The Children’s Hour)
- 1962: Hennesey (Fernsehserie, Folge 3x17)
- 1963: Hoppla Lucy! (The Lucy Show, Fernsehserie, Folge 1x27)
- 1974: Winter unserer Liebe (Our Time)